# Live on Lansdowne, Boston MA
Live on Lansdowne, Boston MA est le second album enregistré en concert du groupe de punk celtique Dropkick Murphys. L'album fut enregistré lors de sept différents concerts donnés à Boston pour la St Patrick 2009. L'album est sorti le 16 mars 2010 en CD, Vinyle et DVD et est le second album sorti sur le label du groupe Born & Bred Records. 

## Liste des titres
1. Famous For Nothing
2. The State Of Massachusetts
3. Johnny, I Hardly Knew Ya
4. Time To Go
5. Sunshine Highway
6. Flannigan's Ball
7. Bastards On Parade
8. God Willing
9. Caught In A Jar
10. Captain Kelly's Kitchen
11. Citizen C.I.A
12. Fields Of Athenry
13. Your Spirit's Alive
14. The Warrior’s Code
15. The Dirty Glass
16. Tessie
17. Forever
18. Worker’s Song
19. Kiss Me, I'm Shitfaced
20. I'm Shipping Up To Boston (accompagné de The Mighty Mighty Bosstones)

## Membres
- Al Barr - chant
- James Lynch - guitare, chant
- Ken Casey - basse, chant
- Matt Kelly - batterie, chant, bodhrán
- Scruffy Wallace - cornemuse, tin whistle
- Tim Brennan - guitare, accordéon
- Jeff DaRosa - Mandoline, guitare acoustique, banjo
- The Mighty Mighty Bosstones